# Temple Hall
El Temple Hall, llamado en su última época Telamón, fue un buque mercante escocés de 139 metros de largo, 18 metros de ancho y 8.003 toneladas que naufragó frente a las costas de Lanzarote en 1981.

## Historia
El buque de carga Temple Hall fue botado en 1953 por la Caledon Shipbuilding & Engineering Company Ltd., de Dundee, siendo construido en Escocia. El barco fue vendido en 1969 a propietarios griegos, renombrándolo Pantelis. En 1970 fue revendido a la empresa Cia. Naviera Para Viajes Sud Amerika SA y en 1977 a K. Mitsotakis & Sons, tomando el nombre de Telamón.
En el que sería su último viaje, llevando a bordo una carga consistente en troncos de madera, en una ruta desde San Pedro (Costa de Marfil) a Tesalónica (Grecia), se produjo una vía de agua antes de llegar a la isla canaria de Lanzarote, siendo remolcado a su actual amarre en la bahía entre Costa Teguise y Arrecife, cerca del pueblo de Las Caletas para evitar que bloqueara el puerto de Arrecife. Finalmente el Telamón quedó varado en la costa el 31 de octubre de 1981. Los restos del barco no fueron retirados y permanecen encallados en el mismo sitio en la actualidad.
En el año 2019 el Ministerio de Defensa inició los trámites para el desguace del barco.